# エーリヒ・コッホ

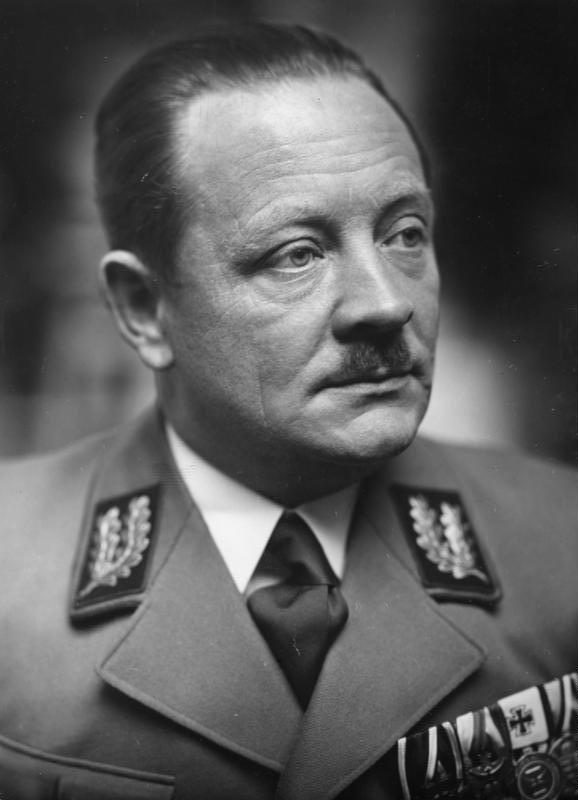
エーリヒ・コッホ (1938年)

エーリヒ・コッホ（Erich Koch、1896年6月19日 - 1986年11月12日）は、ナチス・ドイツの政治家。突撃隊大将。
国民社会主義ドイツ労働者党（ナチ党）東プロイセン大管区指導者。第二次世界大戦中にはウクライナ国家弁務官区の国家弁務官（総督）を務めていた。元はナチス左派の一人で、グレゴール・シュトラッサーの支持者であった。

## 略歴
ラインラントのエルバーフェルト（現在は合併してヴッパータールの一部）に職工長の息子として生まれる。プロイセン国有鉄道に勤務後、1915年から1918年に第一次世界大戦に従軍。第一次大戦終結を経て上シレジアで義勇軍（フライコール）に参加した後に1922年に国家社会主義ドイツ労働者党に入党（党員番号90）、エッセン地区指導者を経て1928年に東プロイセン大管区指導者、1930年9月の選挙で東プロイセン選出の国会議員となる。
1933年のナチス党の政権掌握後、東プロイセン州の州知事（Oberpräsident）となった。突撃隊員となり、1938年には突撃隊大将（SA-Obergruppenführer）になった。1939年10月26日に東プロイセンの国家防衛委員（de:Reichsverteidigungskommissar）となる。ソ連侵攻後の1941年8月にはポーランドのビャウィストク地区の民政委員（Zivilkommissar）となる。さらに9月にはウクライナ国家弁務官（総督）（Reichskomissar）に就任し、1943年10月まで務めた。1945年になり、彼はケーニヒスベルクの住民に徹底抗戦を呼びかけ、街を守り抜くよう指示したが、一方で自身の妻はバイエルン州に疎開させ、女性秘書も避難させていた。1945年1月28日、コッホはケーニヒスベルクを船で脱出し、ピラウ近くの海軍航空基地に司令部を移して、なおもケーニヒスベルクの住民に徹底抗戦を命令していた。

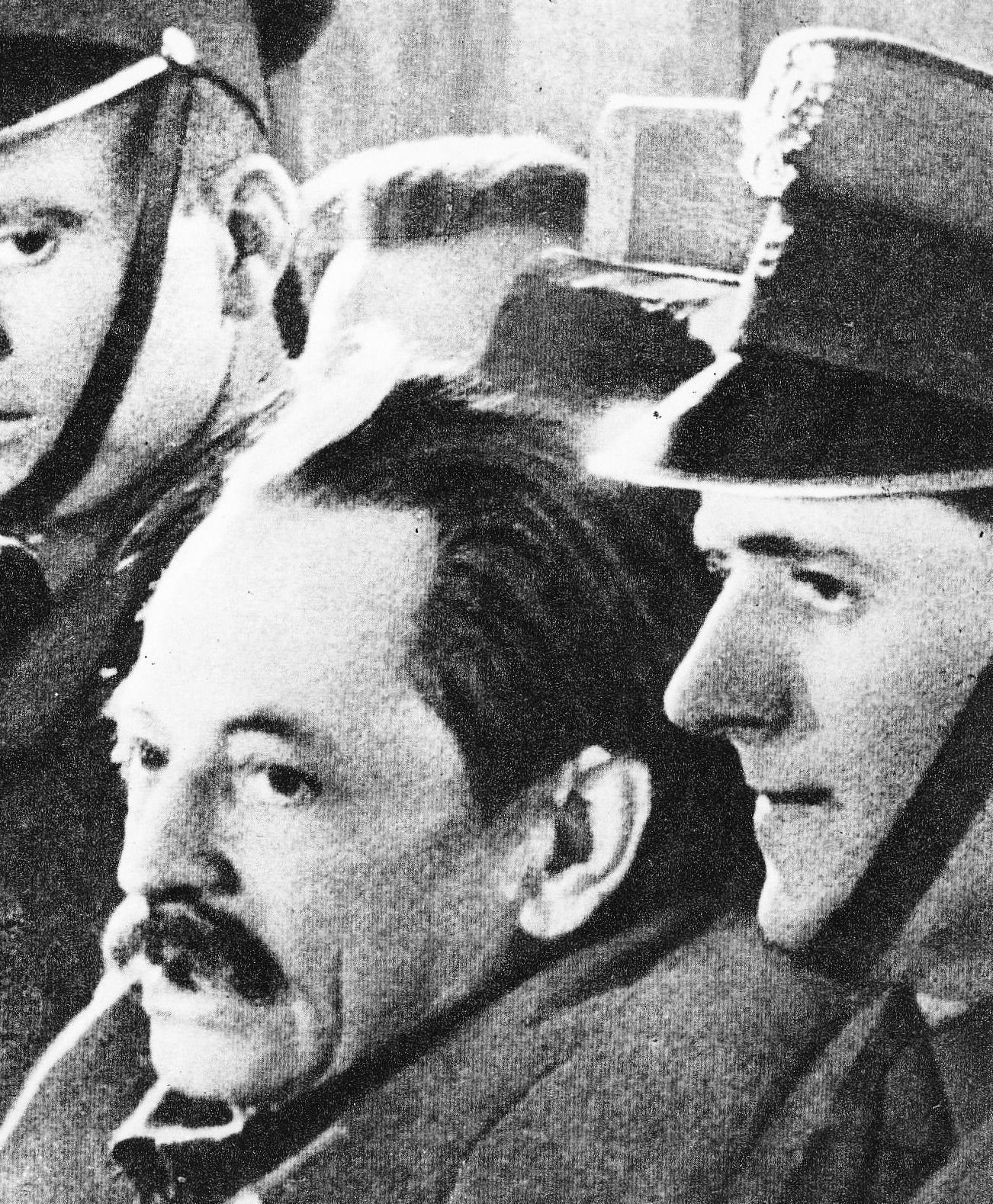
ポーランドで裁判中のエーリヒ・コッホ
(1958年から1959年の間)

ドイツ敗戦後は偽名で潜伏していたが1949年にハンブルクで旧領土からの難民の集会で演説しようとしたところをイギリス軍が逮捕、その後ポーランドへ引き渡された。1959年に死刑判決を受けたが膀胱がんを既に患っていたこともあり死刑は執行されず、1年後には終身刑に減刑された。この裁判ではポーランド人に対する犯罪のみが取り扱われ、ウクライナ人に対する犯罪は考慮されなかった。1986年にポーランドの刑務所内で自然死した。